# Van Moskou tot Magadan
Van Moskou tot Magadan is een documentaireserie voor de Nederlandse televisie over Rusland.
De zevendelige serie werd gepresenteerd door Jelle Brandt Corstius en van 1 februari tot en met 15 maart 2009 uitgezonden op Nederland 2 door de VPRO. In 2010 kwam er een tweede serie onder de titel Van Moskou tot Moermansk. De series gaan over thema's die het leven van de gewone Rus domineren. De series werden geproduceerd door de Amsterdamse productiemaatschappij "De Haaien", regie en camera waren in handen van Hans Pool en Gert-Jan Hox was uitvoerend producent en deed de eindredactie. Het programma werd in 2009 een Eervolle Vermelding toegekend door de jury van de Zilveren Nipkowschijf.

## Inhoud en afleveringen
In deze serie is Brandt Corstius' reis voornamelijk oost-west gericht. Elke aflevering bezoekt hij een regio en onderzoekt hij welke onderwerpen daar spelen.
1. "Het recht van de sterkste" (Altai), over ruimteafval en de relatie tussen burger en staat
2. "De lange arm van Rusland" (Abchazië), over deze niet-erkende staat die in oorlog verkeert met Georgië
3. "Land der blinden" (Kalmukkië), over de schaakgekke president Iljoemzjinov en armoede in dit boeddhistische gebied
4. "Vergeten verleden" (Magadan), over de goelags waar tegenstanders van de Sovjets dwangarbeid moesten verrichten
5. "Siberische belofte" (Khanti Mansiysk), over de vondst van olie en leeglopende dorpen in Siberië
6. "Bergen van geweld" (Noord-Ossetië), over de trotse en vechtlustige, doch gastvrije, inwoners van de Kaukasus
7. "Het spoor terug" (Moskou), over treinreizen in Rusland en de filosofische bespiegelingen die daarmee gepaard gaan